# Kvalifikace na Mistrovství světa ve fotbale 2014 (CAF) – baráž
V baráži africké kvalifikace na Mistrovství světa ve fotbale 2014 byla desítka vítězů skupin první fáze rozlosována do dvojic, ve kterých se v říjnu a listopadu 2013 utkali systémem doma a venku o 5 postupových míst na MS 2014. Ze dvojice postoupil tým s lepším sečteným skóre. V případě rovnosti rozhodovalo pravidlo venkovních gólů. Pokud ani to nerozhodlo, následovalo prodloužení, případně penaltový rozstřel.

## Nasazení
Los baráže se uskutečnil 16. září 2013 v Káhiře. K nasazení týmů byl použit žebříček FIFA ze září 2013.
| Koš 1                                                                     | Koš 2                                                               |
| ------------------------------------------------------------------------- | ------------------------------------------------------------------- |
| Pobřeží slonoviny (19) Ghana (24) Alžírsko (28) Nigérie (36) Tunisko (46) | Egypt (50) Burkina Faso (51) Kamerun (61) Senegal (66) Etiopie (93) |

Pozn. V závorkách je umístění daného týmu v žebříčku FIFA ze září 2013.

## Zápasy
| Domácí v 1. zápase | Celkem  | Hosté v 1. zápase | 1. zápas | 2. zápas |
| ------------------ | ------- | ----------------- | -------- | -------- |
| Pobřeží slonoviny  | 4:2     | Senegal           | 3:1      | 1:1      |
| Etiopie            | 1:4     | Nigérie           | 1:2      | 0:2      |
| Tunisko            | 1:4     | Kamerun           | 0:0      | 1:4      |
| Ghana              | 7:3     | Egypt             | 6:1      | 1:2      |
| Burkina Faso       | 3:3 (v) | Alžírsko          | 3:2      | 0:1      |

| 12. října 2013 17:00 UTC±0                |        |             |                                                      |
| Pobřeží slonoviny                         | 3 – 1  | Senegal     | Stade Félix Houphouët-Boigny, Abidžan diváci: 30 000 |
| Drogba 5' (pen.) Sané 14' (vl.) Kalou 50' | Report | Cisse 90+6' | Stade Félix Houphouët-Boigny, Abidžan diváci: 30 000 |

| 16. listopadu 2013 19:00 UTC±0 |        |                   |                                                     |
| Senegal                        | 1 – 1  | Pobřeží slonoviny | Stade Mohamed V, Casablanca (Maroko) diváci: 15 000 |
| Sow 77' (pen.)                 | Report | Kalou 90+4'       | Stade Mohamed V, Casablanca (Maroko) diváci: 15 000 |

 Pobřeží slonoviny zvítězilo celkovým skóre 4:2 a postoupilo na Mistrovství světa ve fotbale 2014.
| 13. října 2013 16:00 UTC+3 |        |                         |                                                 |
| Etiopie                    | 1 – 2  | Nigérie                 | Addis Abeba Stadium, Addis Abeba diváci: 22 000 |
| Assefa 57'                 | Report | Emenike 68', 90' (pen.) | Addis Abeba Stadium, Addis Abeba diváci: 22 000 |

| 16. listopadu 2013 16:00 UTC+1 |        |         |                                             |
| Nigérie                        | 2 – 0  | Etiopie | U. J. Esuene Stadium, Calabar diváci: 8 000 |
| Moses 20' (pen.) Obinna 82'    | Report |         | U. J. Esuene Stadium, Calabar diváci: 8 000 |

 Nigérie zvítězila celkovým skóre 4:1 a postoupila na Mistrovství světa ve fotbale 2014.
| 13. října 2013 18:00 UTC+1 |        |         |                                                |
| Tunisko                    | 0 – 0  | Kamerun | Stade Olympique de Radès, Radès diváci: 30 900 |
|                            | Report |         | Stade Olympique de Radès, Radès diváci: 30 900 |

| 17. listopadu 2013 15:00 UTC+1        |        |             |                                              |
| Kamerun                               | 4 – 1  | Tunisko     | Stade Ahmadou Ahidjo, Yaoundé diváci: 35 570 |
| Webó 4' Moukandjo 30' Makoun 65', 86' | Report | Akaïchi 49' | Stade Ahmadou Ahidjo, Yaoundé diváci: 35 570 |

 Kamerun zvítězil celkovým skóre 4:1 a postoupil na Mistrovství světa ve fotbale 2014.
| 15. října 2013 16:00 UTC±0                                         |        |                      |                                          |
| Ghana                                                              | 6 – 1  | Egypt                | Baba Yara Stadium, Kumasi diváci: 38 000 |
| Gyan 5', 53' Gomaa 22' (vl.) Waris 44' Muntari 72' (pen.) Atsu 89' | Report | Aboutrika 41' (pen.) | Baba Yara Stadium, Kumasi diváci: 38 000 |

| 19. listopadu 2013 18:00 UTC+2 |        |             |                                        |
| Egypt                          | 2 – 1  | Ghana       | 30 June Stadium, Káhira diváci: 25 000 |
| Zaki 25' Gedo 83'              | Report | Boateng 89' | 30 June Stadium, Káhira diváci: 25 000 |

 Ghana zvítězila celkovým skóre 7:3 a postoupila na Mistrovství světa ve fotbale 2014.
| 12. října 2013 16:00 UTC±0               |        |                          |                                             |
| Burkina Faso                             | 3 – 2  | Alžírsko                 | Stade du 4-Août, Ouagadougou diváci: 31 000 |
| Pitroipa 45+2' Koné 65' Bancé 86' (pen.) | Report | Feghouli 50' Medjani 69' | Stade du 4-Août, Ouagadougou diváci: 31 000 |

| 19. listopadu 2013 19:15 UTC+1 |        |              |                                              |
| Alžírsko                       | 1 – 0  | Burkina Faso | Stade Mustapha Tchaker, Blida diváci: 35 000 |
| Bougherra 49'                  | Report |              | Stade Mustapha Tchaker, Blida diváci: 35 000 |

Konečné skóre dvojzápasu bylo 3:3.  Alžírsko zvítězilo díky více vstřeleným brankám na hřišti soupeře (2:0) a postoupilo na Mistrovství světa ve fotbale 2014.